# Anabase (religion)
Pour les articles homonymes, voir Anabase.
On appelle anabase, dans un contexte religieux, la montée de l'esprit. Le mot appartient au culte des Mystères grecs (dont les Mystères d'Éleusis).

## Définitions et typologies
« L'anabase est l'ascension de l'esprit, soit imaginaire (ex. : tantrisme), soit rituelle (ex. : ascension d'une montagne sacrée), soit spirituelle (ex. : Mahomet, Coran, LIII, 4-10). Cette ascension va soit vers les cieux (Mésopotamie, hermétisme, gnosticisme, etc.), soit vers le paradis terrestre ou céleste, les limbes (Énéide, VI, 426), soit au Royaume de Dieu, soit dans le monde céleste. Cette ascension a une signification soit initiatique (Énée, dans Virgile, Énéide, VI : accéder à la gnose), soit chamanique (guérir les âmes, entre autres), soit cathartique (ex. : Oracles chaldaïques : purifier l'âme). »
La notion complémentaire est : catabase (κατάϐασις, descente de l'esprit). 
« Une catabase est la descente effectuée de plein gré par un homme vivant dans le royaume des morts, l'Hadès... La pleine signification d'une telle intrusion dans l'altérité est inféodée à la possibilité d'en accomplir le mouvement inverse : remonter des Enfers afin de rapporter aux hommes une vérité sur l'invisible. Ce départ de l'Hadès, retour d'une vie absente dans la présence, est l'anabase (ascension), terme d'une victoire sur la mort. »
Il ne faut pas confondre l'anabase avec des notions proches : ni avec l'ascension, qui est une montée du corps, ni avec l'extase.

## Exemples
- Corpus Hermeticum, I : Poimandrès, § 1 : « Ma pensée s'en était allée planer dans les hauteurs, tandis que mes sens corporels avaient été mis en ligature. »
- Coran, LIII : « C'est seulement une Révélation qui lui a été inspirée. Le Puissant, le Fort la lui a fait connaître. Celui qui possède la force s'est tenu en majesté, alors qu'il [Mahomet] se trouvait à l'horizon suprême ; puis il s'approcha et il demeura suspendu. »
- La nuit de l'ascension de Mahomet, vers 620, est une anabase.
- « Les disciples de Pythagore (...) disaient que l'homme se dépasse lui-même par trois voies : d'abord par le commerce avec les dieux (...) ; deuxièmement, l'homme peut se dépasser par la pratique du bien, car c'est là le propre de la divinité et de ceux qui imitent les dieux ; et, en troisième lieu, en mourant : l'âme, en effet, en se séparant du corps jusqu'à un certain point durant la vie [cf. Platon, Phédon], se dépasse elle-même. »[3]